# دين فاسانو
دين فاسانو (بالإنجليزية: Dean Fasano)‏ هو موسيقي ومغن مؤلف أمريكي، ولد في 16 يناير 1955 في مونتاينسيدي في الولايات المتحدة، وتوفي في 8 ديسمبر 2009 في بيرث أمبوي في الولايات المتحدة.

## وصلات خارجية
- دين فاسانو على موقع ميوزك برينز (الإنجليزية)
- دين فاسانو على موقع ديسكوغز (الإنجليزية)